# Haindlhof
Haindlhof ist ein Gemeindeteil der Gemeinde Thanstein im Landkreis Schwandorf (Oberpfalz, Bayern).

## Geographische Lage
Die Einöde Haindlhof liegt ungefähr drei Kilometer östlich von Thanstein und etwa einen Kilometer westlich der Bundesstraße 22.

## Geschichte
Bis 1946 gehörte Haindlhof zusammen mit Berg, Kundlmühle, Tännesried, Thannmühle und Weihermühle zur selbständigen Gemeinde Berg.
Als 1946 die Gemeinde Berg aufgelöst wurde, kam Haindlhof zur Gemeinde Thanstein.
Am 31. Dezember 1990 hatte Haindlhof vier Einwohner und gehörte zur Pfarrei Thanstein.